# Bockstein
Der Bockstein ist ein Berg in Namibia mit 1778 m Höhe über dem Meeresspiegel. Der Berg liegt in den Erosbergen rund 8 km nordöstlich von Windhoek.